# Sekundærrute 175
De Sekundærrute 175 is een secundaire weg in Denemarken. De weg loopt van Havneby via Toftlund naar Kliplev. De Sekundærrute 175 loopt door Zuid-Denemarken en is ongeveer 79 kilometer lang.